# Ramos (sobrenome)

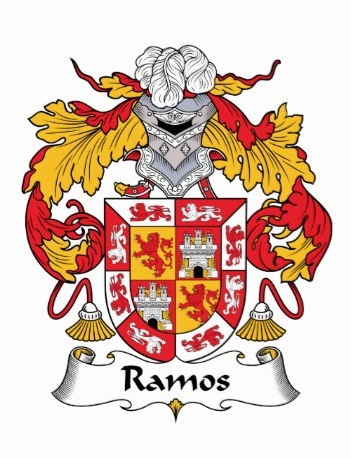
Brasão de armas

Ramos é um sobrenome ou apelido de família que surgiu na região Ibérica (Portugal e Espanha), de origem religiosa, refere-se ao culto cristão denominado Domingo de Ramos, uma festividade que antecede a Páscoa, para celebrar a chegada de Jesus Cristo em Jerusalém. Outra possível origem é de natureza geográfica, já que muitos locais em Portugal recebiam o nome de ramos. 
Além do Brasil e de Portugal, Ramos também é adotado por muitas famílias do México, Peru, Espanha, Cuba e Venezuela.
O sobrenome é uma derivação do vocábulo Ramo, que tem sua origem no latim "ramus" e quer dizer: rama ou conjunto natural ou artificial de flores e ervas.

## História
Em Portugal, aqueles que o usaram distinguiram-se em diferentes épocas, tendo merecido dos soberanos as mais diversas honrarias régias como Foros, títulos ou Cartas de Brasão. Quem mais remotamente recebeu tais distinções parece ter sido, em 1649, Manuel Francisco Ramos, natural da freguesia de S. Miguel de Beire, no Concelho de Aguiar de Sousa, cujos antepassados já gozavam de reconhecida predominância social. Era ele filho de Rodrigo Ramos da Silva e neto de Baltasar Ramos da Silva, Moço-Fidalgo da Casa Real. Seriam eles descendentes de Martim Afonso Ramos, natural dessa freguesia, cujo pai havia sido Vereador da cidade do Porto em 1365. 

## Brasão de armas
O brasão da família Ramos é constituído de um escudo esquartelado (dividido, por uma cruz, em quatro partes), onde a primeira e a quarta são de ouro com um leão em vermelho, a segunda e a terceira de vermelho com um castelo prateado em chamas de ouro saindo do alto, da porta e das janelas. Com uma bordadura de oito peças de prata e vermelho com leões. O seu timbre é composto pelo mesmo leão vermelho do escudo.